# Stetsénkovo
Stetsénkovo (en rus: Стеценково) és un poble de l'óblast de Vorónej, a Rússia, segons el cens del 2010 tenia 217 habitants.